# Enjoy Eternal Bliss
Enjoy Eternal Bliss est le premier album studio du groupe Yndi Halda, sorti le 23 janvier 2007.

## Titres
| No | Titre                            | Durée |
| -- | -------------------------------- | ----- |
| 1. | Dash and Blast                   | 16:51 |
| 2. | We Flood Empty Lakes             | 11:41 |
| 3. | A Song For Starlit Beaches       | 19:38 |
| 4. | Illuminate My Heart, My Darling! | 17:31 |